# Гребенести
Гребенести, още ктенофори (Ctenophora, на гръцки: ktenos – „гребен“ и phoros – „нося“) са морски многоклетъчни животни с бирадиална симетрия.

## Морфология
Тялото на гребенестите има сферична или крушовидна форма, по-рядко то бива сплеснато. Обикновено са безцветни и стъкловидно прозрачни. На единия полюс се намира устата, а на противоположния (наречен аборален) полюс е разположен сложно устроен равновесен орган. Отвън е снабдена с 8 гребеновидни пластинки и пипала с лепливи клетки. Покрито е с добре развит епидермис. Всяка от пластинките се състои от едри, слепени помежду си ресни като наподобява на гребенче. Благодарение мускулни клетки гребенестите пластинки се движат подобно на весла. Така животното плава с устния полюс напред. Пипалата се прибират в специални вместилища в тялото. През тях минават мускули, които ги правят еластични и свиваеми. По пипалата се намират лепливи клетки помагащи на организма да улавя плячката. Под епидермиса се намира втори слой, наречен гастродермис. Животните изглеждат прозрачни поради силно развитата мезоглея, в която има амебоцити и мускулни клетки.

### Храносмилателна система
Храносмилателната система се състои от уста водеща към дълга ектодермална глътка. Следва стомах, от който започва силно развита система от канали и торбовидни издувания. Видовете, които нямат пипала, улавят плячката си направо с устата. Смилането е вътреклетъчно и започва още в глътката.

### Нервна система
Нервната система при гребенестите е от дифузен тип и е представена от свързани с краищата си нервни клетки, които лежат под покриващите тялото ектодермални клетки. Най-голяма концентрация на нервни клетки има по редовете от гребенести пластинки и около устата. На аборалния полюс се намират статоцити.

### Дихателна система
Дишането се извършва дифузно с помощта на цялата повърхност на тялото. Дихателни органи липсват.

### Полова система
Гребенестите са хермафродитни животни, които се размножават само по полов начин. Семенниците и яйчниците лежат от двете страни на меридиално разположените канали. Узрелите полови клетки попадат в каналите и посредством устата излизат навън. Във водата става и оплождането на яйцата от сперматозоидите. Развитието им е пряко или с метаморфоза като преминават през ларвен стадий.

## Произход и систематика
Гребенестите имат общ произход с мешестите животни.

## Екология
Гребенестите са морски свободно плуващи животни. Малка част от тях са пълзящи или прикрепени. Повечето имат розов оттенък, а на тъмно светят с луминесцентна светлина. Имат нежно тяло, поради което по-благоприятни за тях са тихите води. При буря и вълнение тези намиращи се близо до морската повърхност се спускат на по-големи дълбочини достигащи до 3000 m. Хранят се с различни планктонни морски организми като медузи, ракообразни, хайвер и малки риби.
В Черно море се среща сравнително дребната Pleurobrachia rhododactyla. През 1982 г. с помощта на търговски кораби от източното крайбрежие на Америка в Черно море е привнесен вида Mnemiopsis leidyi. Поради липсата на естествени врагове за кратко време той унищожава зоопланктона (до 45%) и понижава общия запас на яйца и личинки на риби в крайбрежната акватория (до 70%). В резултат на това драстично се съкращава броя на планктоноядните риби като хамсия и трицона. През 1990 г. тази експанзия води до т.нар. „криза с хамсията“ в резултат на резкия спад на улова до 60 000 тона. Днес малките гребенести представляват 90% от биомасата в Черно море.